# Calle Haifa

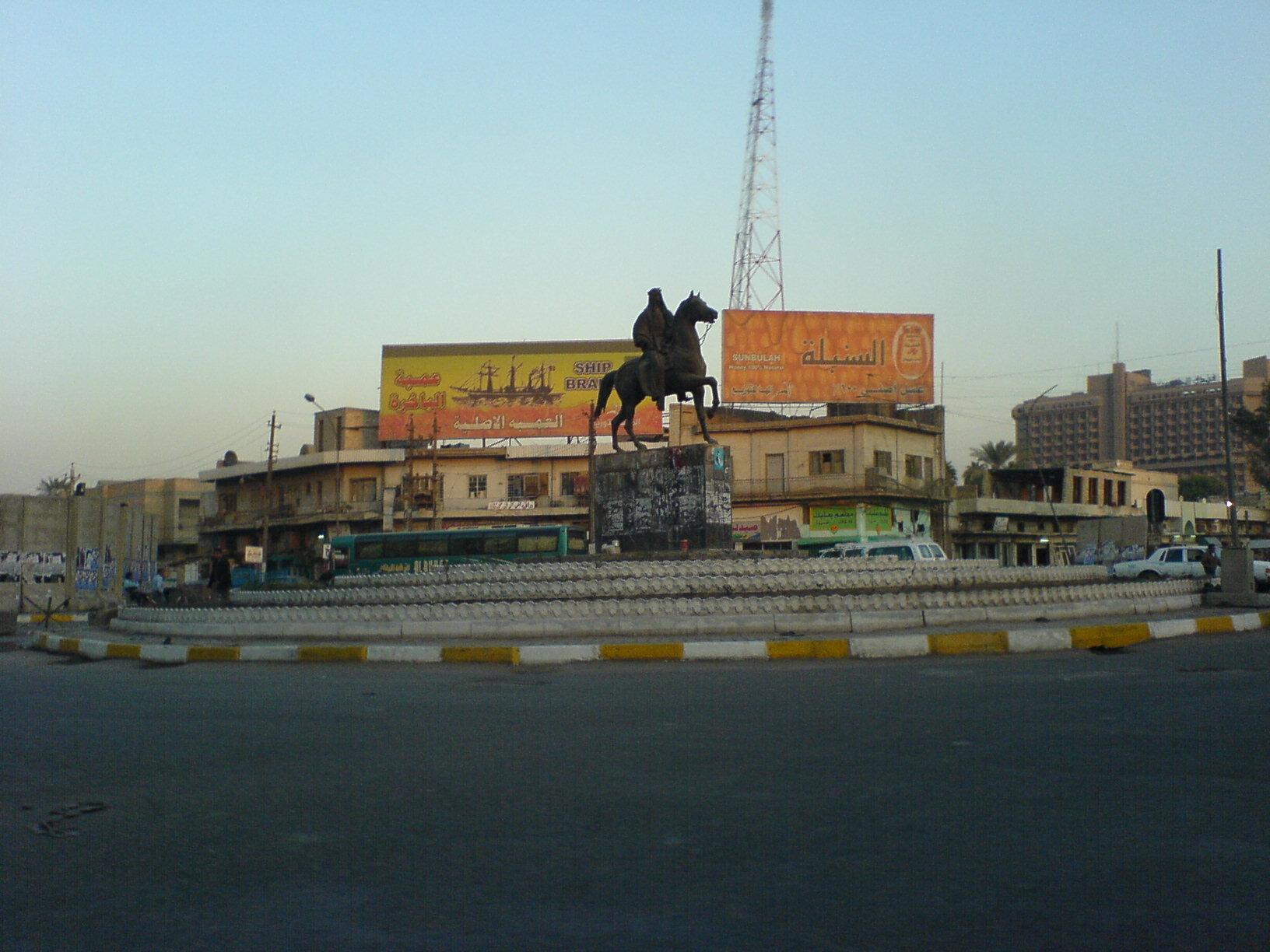
Escultura dedicada a Faysal I de Irak, al final de la calle Haifa.

La calle Haifa o calle Hayfa (en árabe: شارع حيفا) es una de las principales vías urbanas de Bagdad, Irak. Consta de dos carriles por sentido separados por zonas ajardinadas. La calle nace en la Puerta de los Asesinos, que sirve de entrada a la llamada Zona Verde (Bagdad) tras la invasión de Irak de 2003 y sigue unos 3 kilómetros paralelamente al río Tigris. El nombre fue puesto por Saddam Hussein en la década de 1980 en honor al puerto israelí de la ciudad de Haifa. La calle está bordeada por numerosos edificios residenciales altos. Antes de la Guerra del Golfo (1990-1991), la embajada británica en Irak se encontraba en dicha vía.

## Zona de guerra
Desde la invasión de Irak de 2003, la zona ha llegado a conocerse como Callejón de las Granadas o Bulevard Corazón Púrpura  por los numerosos ataques que registran debido a que se trata de una de las calles clave de la ciudad al conducir a la Zona Verde. En junio de 2004, empezó una gran operación militar por parte de la Coalición conocida como Operación Calle Haifa con el objetivo de realizar un redada a gran escala a lo largo de los 3 kilómetros de largo de la calle. En septiembre de 2004, un coche bomba con gran cantidad de explosivos en el interior explosionó en pleno centro de la calle Haifa matando a 47 personas. A mediados de 2005, las tropas de la coalición empezaron a lograr una estabilización en la calle, entregando el control de la misma a las fuerzas iraquíes en 2006, no obstante, en 2007 la calle seguía estando plegado de escondites de insurgentes; cincuenta personas resultaron muertas en un operación dirigida por las tropas estadounidenses el 9 de enero de 2007 y otros treinta fueron asesinados el 24 de enero.